# Exochus scutellatus
Exochus scutellatus är en stekelart som först beskrevs av Morley 1913.  Exochus scutellatus ingår i släktet Exochus och familjen brokparasitsteklar. Inga underarter finns listade i Catalogue of Life.